# Alfabeto latino básico ISO
O alfabeto latino básico ISO é um alfabeto latino e consiste de dois conjuntos de 26 letras (maiúsculas e minúsculas), codificado em vários padrões nacionais e internacionais e de uso amplo na comunicação international.

Os dois conjuntos contém a seguir 26 letras cada:
| Alfabeto latino maiúsculas   |   |   |   |   |   |   |   |   |   |   |   |   |   |   |   |   |   |   |   |   |   |   |   |   |   |
| A                            | B | C | D | E | F | G | H | I | J | K | L | M | N | O | P | Q | R | S | T | U | V | W | X | Y | Z |
| Alfabeto latino – minúsculas |   |   |   |   |   |   |   |   |   |   |   |   |   |   |   |   |   |   |   |   |   |   |   |   |   |
| a                            | b | c | d | e | f | g | h | i | j | k | l | m | n | o | p | q | r | s | t | u | v | w | x | y | z |

## História
Na década de 1960 tornou-se evidente para as indústrias da computação e telecomunicações do primeiro mundo que era necessário um método não-proprietário de caracteres de codificação. A Organização Internacional para Padronização (ISO) encapsulou o alfabeto latino no padrão (ISO 646) em codificação de caracteres de 7-bit deles. Para alcançar ampla aceitação, este encapsulamento foi baseado no uso popular. O padrão foi baseado na já publicada American Standard Code for Information Interchange, mais conhecida como ASCII, no qual inclui no conjunto de caracteres, as 26 × 2 letras do alfabeto do inglês. Normas posteriores emitidas pela ISO, por exemplo ISO/IEC 8859 (codificação de caracteres 8-bit) e ISO/IEC 10646 (Escrita latina em Unicode), continuaram a definir 26 × 2 letras do alfabeto da língua inglesa como a escrita básica latina com extensões para lidar com outras letras em outras línguas.

## Terminologia

### Nome para o bloco Unicode que contém todas as letras
O Bloco Unicode que contém o alfabeto é chamado "C0 Controls and Basic Latin".

### Nomes para dois subconjuntos
Em Unicode 7.0 dois subtítulos existem:
- "Uppercase Latin alphabet" (Alfabeto latino maiúsculo), letras individuais que contém a cadeia de caracteres LATIN CAPITAL LETTER[Nota 1] (i.e., "letra latina de caixa-baixa") nas descrições deles
- "Lowercase Latin alphabet" (Alfabeto latino minúsculo), letras individuais que contém a cadeia de caracteres LATIN SMALL LETTER (i e., "letra latina de caixa-baixa") nas descrições correspondentes da organização.

### Nomes para as letras
As letras também estão contidas em "Halfwidth and Fullwidth Forms" (Formas Semi-larga e Larga) FF00 para FFEF
```
FF21 Ａ FULLWIDTH LATIN CAPITAL LETTER A
FF41 ａ FULLWIDTH LATIN SMALL LETTER A
```

## Cronologia para padrões de codificação
- 1865: O Código Morse Internacional foi padronizado no Congresso International Telegráfico em Paris, e foi posteriormente feito o padrão pela União International de Telecomunicações (UIT)l
- Década de 1950: Alfabeto ortográfico de Radiotelefonia pela ICAO

### Cronologia para códigos de computador amplamente utilizados com suporte à alfabetos
- 1963: ASCII (padrão codificação de caracteres de 7-bit da American Standards Association, que se tornou ANSI em 1969)
- 1963/1964: EBCDIC (desenvolvida pela IBM e suportando o mesmo caracteres alfabéticos como ASCII, mas com diferentes valores de código)
- 1972: ISO 646 (padrão codificação de caracteres de 7-bit ISO, usa o mesmo códigos alfabético valendo como ASCII, revisado na segunda edição ISO 646:1983 e na terceira edição ISO/IEC 646:1991 como um padrão ISO/IEC comum)
- 1983: ITU-T Rec. T.51 | ISO/IEC 6937 (uma extensão multi-byte do ASCII)
- 1987: ISO/IEC 8859-1:1987 (codificação de caracteres de 8-bit)
  - Subsequentemente outras versões e partes do ISO/IEC 8859 publicadas.
- Meio-para-o-final da década de 1980: Windows-1250, Windows-1252, e outras codificações são usadas no Microsoft Windows (alguns realmente semelhantes à ISO/IEC 8859-1)
- 1990: Unicode 1.0 (desenvelvida pela Unicode Consortium),[5][6] continha no bloco "C0 Controls and Basic Latin" utilizando os mesmos valores de código alfabéticos como ASCII e ISO/IEC 646
  - Subsequentemente outras versões de Unicode foram publicadas subsequentemente, e mais tarde vieram um padrão ISO/IEC comum assim, tal como identificado abaixo.
- 1993: ISO/IEC 10646-1:1993, padrão ISO/IEC para caracteres em Unicode 1.1
  - Subsequentemente outras versões de ISO/IEC 10646-1 e um de ISO/IEC 10646-2 foram publicadas. Desde 2003, os padrões foram publicados sob o nome de "ISO/IEC 10646" sem a separação em duas partes.

## Representação

Em ASCII as letras pertencem aos caracteres imprimíveis e em Unicode, desde a versão 1.0 eles pertencem ao bloco "C0 Controls and Basic Latin". Em ambos casos, assim como em ISO/IEC 646, ISO/IEC 8859 e ISO/IEC 10646 ele estão ocupando as posições em notação hexadecimal 41 à 5A para caixa-alta e 61 à 7A para caixa-baixa.
Exceto as maiúsculas e minúsculas, todas as letras tem palavras-código no alfabeto fonético da OTAN e podem ser representados com código Morse.

## Uso
Todas as letras minúsculas são utilizados no Alfabeto fonético internacional (IPA). Em X-SAMPA e SAMPA aquelas letras tem o mesmo valor de som como no IPA. Em Kirshenbaum eles tem o mesmo valor exceto para a letra r.

## Alfabetos que contém o mesmo conjunto de letras
A próxima lista apenas contém alfabetos em que não há:
- letras com sinais diacríticos que constituem letras distintas.
- multígrafos que constituem letras distintas.

| alfabeto              | diacrítico                               | multígrafos (não constituindo distintas letras) | ligaturas |
| --------------------- | ---------------------------------------- | --- | --------- |
| Alfabeto africâner    | á, é, è, ê, ë, í, î, ï, ó, ô, ú, û, ý    | – | –         |
| Alfabeto catalão      | à, é, è, í, ï, ó, ò, ú, ü, ç             | – | –         |
| Alfabeto neerlandês   | ä, é, è, ë, ï, ö, ü                      | O dígrafo ⟨ij⟩ é às vezes considerado sendo uma letra separada. Quando é este o caso, é geralmente retirado ou é mesclardo com "y".                                         | –         |
| Alfabeto inglês       | –                                        | sh, ch, ea, ou, th, ph, ng, zh | æ, œ      |
| Alfabeto francês      | à, â, ç, é, è, ê, ë, î, ï, ô, ù, û, ü, ÿ | ⟨ai⟩, ⟨au⟩, ⟨ei⟩, ⟨eu⟩, ⟨oi⟩, ⟨ou⟩, ⟨eau⟩, ⟨ch⟩, ⟨ph⟩, ⟨gn⟩, ⟨an⟩, ⟨am⟩, ⟨en⟩, ⟨em⟩, ⟨in⟩, ⟨im⟩, ⟨on⟩, ⟨om⟩, ⟨un⟩, ⟨um⟩, ⟨yn⟩, ⟨ym⟩, ⟨ain⟩, ⟨aim⟩, ⟨ein⟩, ⟨oin⟩, ⟨aî⟩, ⟨eî⟩ | æ, œ      |
| Alfabeto alemão       | ä, ö, ü                                  | ⟨sch⟩, ⟨qu⟩, ⟨ch⟩, ⟨ph⟩, ⟨ng⟩, ⟨ie⟩, ⟨ck⟩, ⟨ei⟩, ⟨eu⟩, ⟨äu⟩ | ß         |
| Alfabeto ido          | –                                        | ⟨qu⟩, ⟨ch⟩, ⟨sh⟩ | –         |
| Alfabeto indonésio    | –                                        | ⟨kh⟩, ⟨ng⟩, ⟨ny⟩, ⟨sy⟩ | –         |
| Interglossa           | –                                        | – | –         |
| Interlíngua           | –                                        | ⟨qu⟩ | –         |
| Alfabeto luxemburguês | ä, é, ë                                  | – | –         |
| Alfabeto malaio       | –                                        | ⟨kh⟩, ⟨ng⟩, ⟨ny⟩, ⟨sy⟩ | –         |
| Alfabeto ocidental    | –                                        | – | –         |
| Alfabeto português    | ã, õ, á, é, í, ó, ú, â, ê, ô, à, ç       | ⟨ch⟩, ⟨lh⟩, ⟨nh⟩, ⟨rr⟩, ⟨ss⟩, ⟨am⟩, ⟨em⟩, ⟨im⟩, ⟨om⟩, ⟨um⟩, ⟨ãe⟩, ⟨ão⟩, ⟨õe⟩                                                                                                | –         |

O inglês é a única língua europeia moderna principal que não requer diacríticos para palavras nativas (embora um trema é usado por algumas editoras em palavras como em "coöperation").
Nota para Português:
k, w e y foram parte do alfabeto até várias reformas ortográficas durante o século XX, cujo objetivo era mudar a ortografia etimológica do português numa ortografia fonética mais fácil. Estas letras foram substituídas por outras letras que contenham o mesmo som: assim psychologia torna-se psicologia, kioske torna-se quiosque, martyr torna-se mártir, etc. Hoje em dia k, w, e y são apenas encontradas em palavras estrangeiras e seus termos derivados e em abreviaturas científicas (p. ex. km, byronismo). Estas letras foram consideradas novamente como parte do alfabeto a partir do Acordo Ortográfico de 1990, que entrou em vigor em 1 de janeiro de 2009 no Brasil.